# Station Københavns Lufthavn, Kastrup
Station Københavns Lufthavn is een spoorwegstation in de wijk Kastrup in de Deense gemeente Tårnby. Het station is gelegen aan de spoorlijn Kopenhagen - Malmö.

## Geschiedenis
Op 23 maart 1991 sloten Zweden en Denemarken een overeenkomst voor de aanleg van een vaste oeververbinding, voor zowel trein- als wegverkeer, tussen Kopenhagen en Malmö. In 1992 werd een  werkmaatschappij (A/S Øresundsforbindelsen) opgericht, waarvan de aandelen in handen waren van een Deens en een Zweeds overheidsbedrijf, voor de uitvoering van het project. Aan de Deense kant van de Sont moest de vaste oeververbinding aan land komen bij het vliegveld van Kopenhagen, dat daarmee aan de nieuw te bouwen spoorlijn kon worden aangesloten. De reizigerstreinen rijden door een tunnel onder het voorplein van de luchthavengebouwen. De autosnelweg en de sporen voor goederentreinen werden in de open lucht langs de noordrand van het vliegveld gelegd. Het aparte goederenspoor is aangelegd omdat uit veiligheidsoverwegingen geen goederentreinen door het (deels) ondergrondse reizigersstation mogen rijden. 
Het station, met een oppervlakte van ongeveer 5.000 m2 werd gebouwd in de jaren 1993 t/m 1998 voor iets meer dan 150 miljoen Deense Kroon.  Op 27 september 1998 opende Kroonprins Frederik het station dat tot 1 juli 2000 het eindpunt was voor  de treinen uit Helsingør en Kopenhagen. Sinds 2 juli 2000 wordt het bediend door Øresundstog, InterCityLyn en treinen van/naar Stockholm.
Van 3 januari 2007 tot en met juni 2007 voerde DSB een proef uit met perronopzichters die van  's morgens vroeg tot 's avonds laat op de perrons aanwezig waren om reizigers te begeleiden en te helpen met de bagage in en uit de trein te halen. Het in- en uitstappen verliep vlotter waardoor de stiptheid van de treinen steeg tot 92,2 %, als bijkomstigheid was er ook een sterke daling van zakkenrollerij.

## Ligging en inrichting
Het spoorwegstation op het vliegveld is, in opdracht van A/S Øresundsforbindelsen en de uitbater van het vliegveld, ontworpen door het architectenbureau Vilhelm Lauritzen Arkitekter. Het doel achter het ontwerp was het scheppen van een lichte en veilige ruimte voor de reizigers. Het is in feite een gebogen tunnelbak met zijperrons tussen de beide spoortunnels aan de uiteinden van de perrons. De perrons zelf zijn overdekt, terwijl het dubbelspoor ter hoogte van de perrons in de open lucht ligt. Boven de sporen van het station is bovengronds een 7 meter brede elegante glazen overkapping over de volle lengte van het station aangebracht. De perronwanden zijn voorzien van geluiddempende platen die deels zijn opgesierd met foto's die Lennart Søgård-Høyer maakte in het Öresundgebied. Met een fotografisch logo worden reizigers gestimuleerd om de locatie te zoeken. De tunnelbak is op drie punten overbrugd, twee keer door een toerit en in het midden door het bovengrondse stationsgebouw. 
De perrons zijn op hun kopse kanten met vaste trappen verbonden met de straat, in het midden zijn er liften, trappen en hellingbanen met  roltapijten beschikbaar tussen de perrons en de stationshal. Deze bovengrondse stationshal is door hetzelfde bureau ontworpen en vormt een geheel met Terminal 3. Er is veel aandacht besteed aan de architectonische eenheid om het lichte, vriendelijke en gastvrije Scandinavische karakter van Terminal 3 ook tot uitdrukking te laten komen in het station. De  materiaalkeuze van staal, glas en graniet is zowel boven als ondergronds toegepast. Het bovengrondse gebouw loopt vanaf het luchthavengebouw spits toe in een recht naar het noorden wijzende punt, in de punt sluit het metrostation hierop aan.  
In de westelijke tunnel ligt onder de westelijke rotonde van de Ellehammersvej  een paar overloopwissels waarmee een spoorwissel mogelijk is, de westelijke tunnelmond ligt ten noorden van de autosnelweg op het punt waar het goederenspoor aftakt. Dit goederenspoor splitst ten oosten van de aansluiting in dubbelspoor en sluit dan vlak ten westen van de Drogdentunnel  conflictvrij aan op de sporen door de oostelijke tunnel van het reizigersstation. Deze oostelijke tunnel heeft onder de oostelijke rotonde van de Ellehammersvej een wissel voor het spoor vanaf het opstelterrein, terwijl iets verder naar het oosten het spoor naar het opstelterrein aftakt. Deze sporen komen eerder boven dan de hoofdlijn zodat een ongelijkvloerse kruising bestaat. 
Het opstelterrein, dat op opgespoten land langs de kust  ten oosten van het vliegveld ligt, wordt gebruikt voor de afhandeling, zoals schoomaak, van InterCity en InterCityLyn treinen. De treinen worden binnen een uur gewassen en daarna schoongemaakt zodat ze weer schoon de baan opgaan.

## Grenscontroles
Op 4 januari 2016 voerde Zweden een tijdelijke grenscontrole in waardoor reizigers naar Zweden een paspoort of id-kaart moesten laten zien. Omdat het station niet is ingericht voor grenscontroles betekende dit een wijziging van de dienstuitvoering en het schrappen van enkele ritten. Reizigers met de Øresundtog moesten richting Zweden overstappen terwijl richting Denemarken geen overstap nodig was omdat in die richting geen paspoortcontrole was. De InterCity en InterCityLyn diensten reden leeg tussen Københavns Hovedbanegård en het opstelterrein bij het vliegveld, al mochten sommige late luchtreizigers toch met de InterCity mee tot het vliegveld. Vanaf 7 augustus 2017 was het weer mogelijk om regulier de InterCity en IntercityLyn te nemen vanaf het vliegveld. De grenscontrole werd op 30 januari 2017 vereenvoudigd door deze op het perron uit te voeren zodat de reizigers na de grenscontrole op hetzelfde perron in een andere trein konden stappen voor de reis naar Zweden. Op 4 mei 2017 vervielen de grenscontroles richting Zweden en werden deze tijdens een verlengde stop in Hyllie uitgevoerd. Op 4 september 2017 werden vier extra slagen in de ochtendspits tussen Kopenhagen en Malmö ingelegd en op 4 november 2017 kwam een eind aan de grenscontroles.
In het kader van deze grenscontroles werden de diensten van de Zweedse X2000 opgeheven en de InterCity Bornholm tussen Kopenhagen en Ystad, vervangen door een busdienst die de reizigers zonder te stoppen vervoerde tussen de aanlegsteiger voor de boot van/naar Bornholm in Ystad en Kopenhagen. Het verkeer met de X2000 werd hervat op 1 maart 2016, echter via de goederensporen in plaats van het reizigersstation op het vliegveld. De reizigers moesten in en uitstappen op Københavns Hovedbanegård waar voor deze trein ook de ID-controle plaatsvond. De InterCity Bornholm werd op 15 maart 2016 op dezelfde manier hervat. Vanaf 30 januari 2017 deed de InterCity Bornholm het vliegveld weer aan en met ingang van 13 februari 2017 stopten ook de X2000 diensten weer bij het vliegveld. De InterCity Bornholm werd op 10 december 2017 gestaakt.

## Afbeeldingen

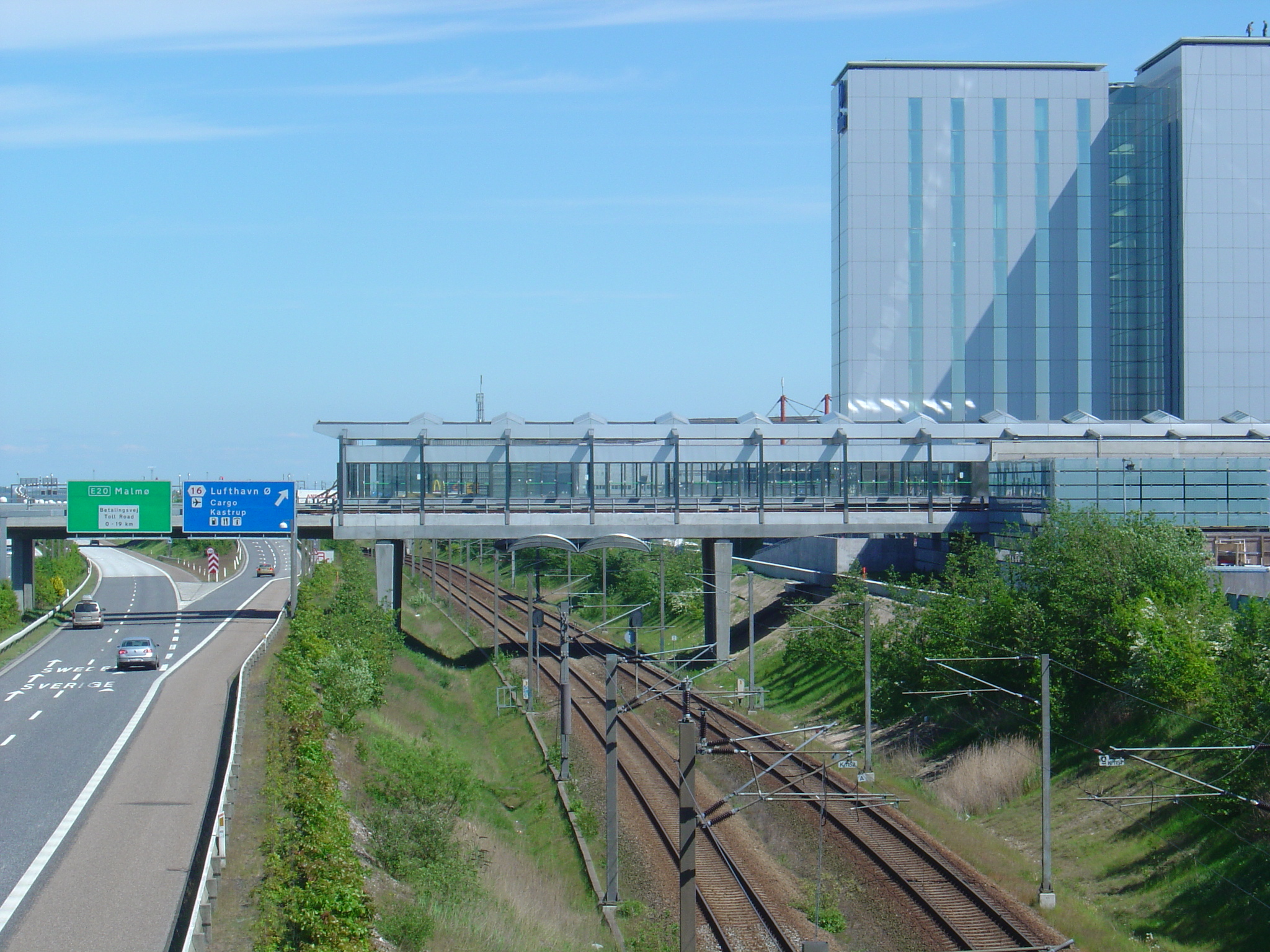
De goederensporen langs de snelweg onder het metrostation.
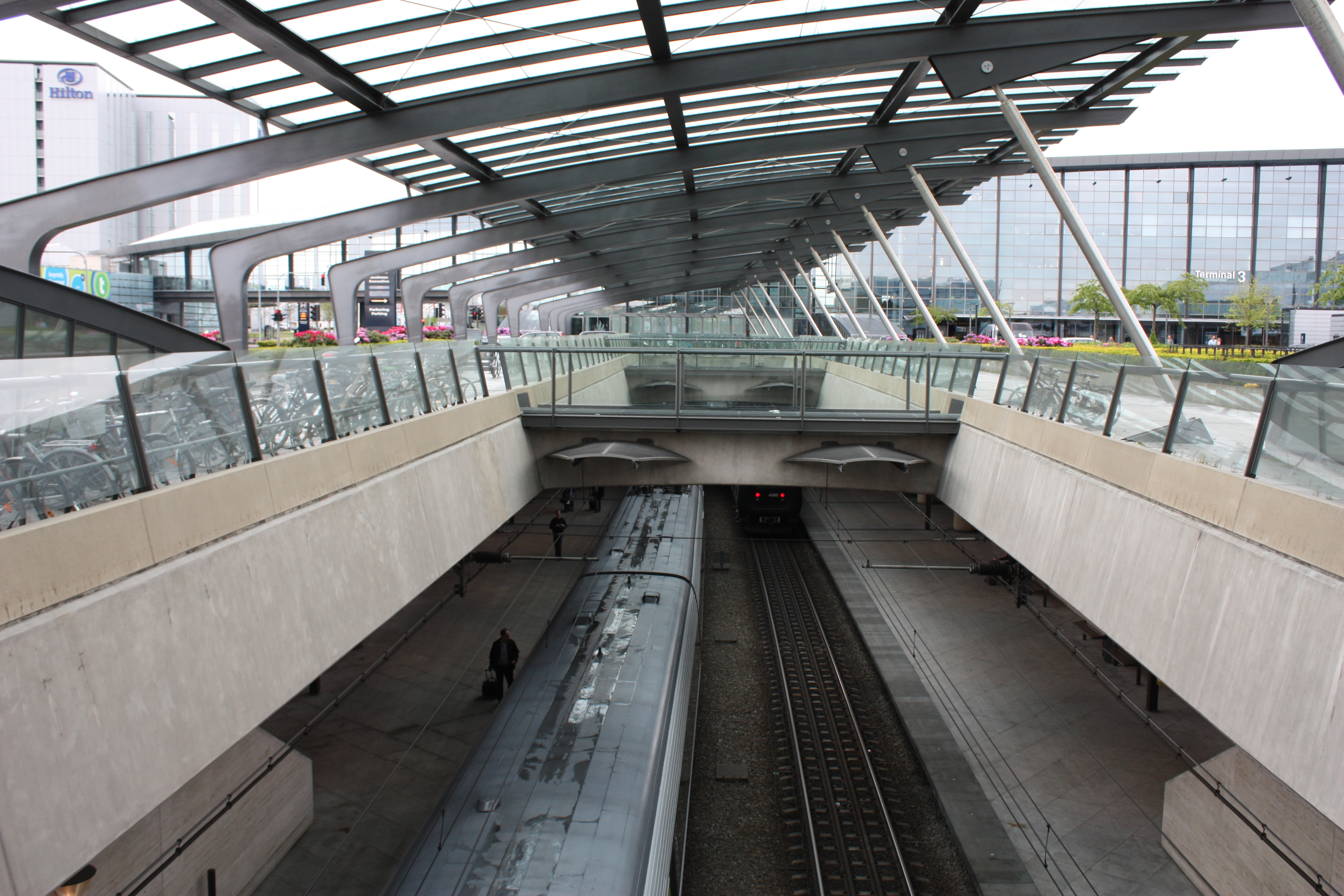
De tunnelbak met glazen overkapping.
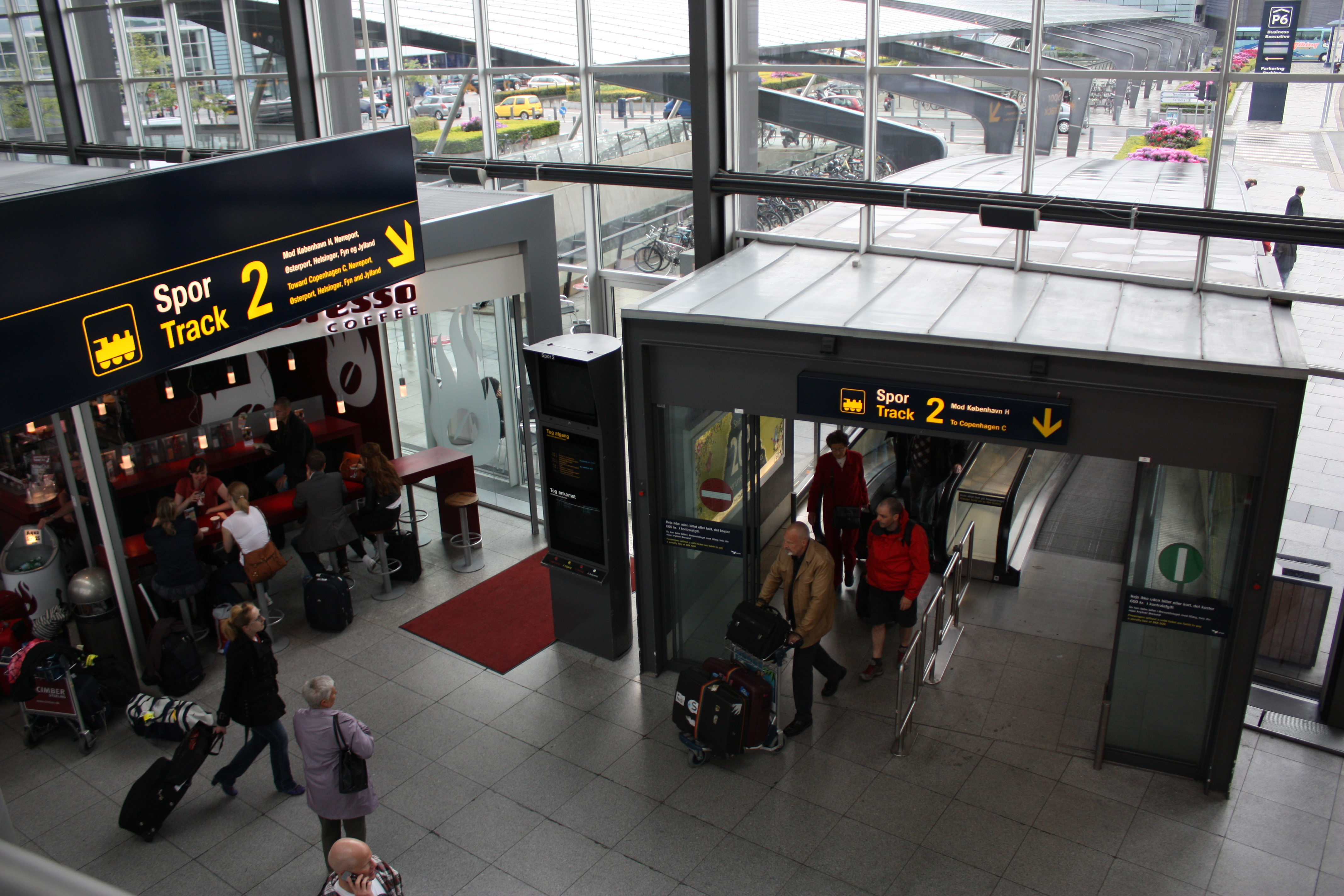
Een van de hellingbaan paren in de stationshal.